# Напади Исламске државе у Европи

## Позадина
Већина земаља чланица и нечланица ЕУ су чланице НАТО-а (војног савеза под вођством САД) који је у својој историји често предводио војне акције у многим блискоисточним и северноафричким земљама. Након Другог светског рата, Европа је подељена на западни блок под контролом НАТО савеза и источни блок под контролом Варшавског пакта на челу са Совјетским Савезом. После пада комунизма и распада Варшавског пакта 1991. године, НАТО је остао једини доминантан војни савез на свету.

### Ратови ван Европе и ЕУ
Сједињене Америчке Државе као најдоминантнија чланица НАТО-а, покретала је неколико војних операција на подручјима претежно насељеним муслиманским становништвом. Током распада Југославије, дошло је до рата у бившим републикама са већинским муслиманским живљем (у БиХ, Косову и Метохији и Македонији). Након напада на територији САД 11. септембра 2001. године, НАТО савез предвођен САД је извршила напад на Авганистан, а 2003. године на Ирак. Интервенција у Авганистану је превасходно усмерена против терористичке организације Ал Каиде и њеног вође Осаме Бин Ладена. У мају 2011. године, Осама Бин Ладен је ликвидиран у северозападном Пакистану где се крио и водио герилски рат против легалне пакистанске владе. Нападом САД и њених савезника на Ирак, Ал Каида се наметнула као покрет отпора америчкој окупацији. Најчешће је изводила самоубилачке нападе на савезне снаге уз велике цивилне жртве. У децембру 2011. године, савез предвођен САД је напустио Ирак, али се након тога раширио секташки рат који и данас траје.

### Арапско пролеће
Арапско пролеће је назив за талас демонстрација, протеста и побуна у превасходно арапским земљама, који су почели у децембру 2010. године у Тунису и Египту почетком 2011. године, затим Либији, Бахреину, Сирији и Јемену, Алжиру, Ираку, Јордану, Мароку и Оману, као и на границама Израела и мањих протеста у Кувајту, Либану, Мауританији, Саудијској Арабији, Судану и Западној Сахари. Протести су имали облике грађанског протеста са демонстрацијама, маршевима као и коришћење друштвених мрежа попут Фејсбука, Твитера и Јутјуба.
Власти су често на демонстрације одговарале насиљем, као и провладиним протестима и контрадемонстрацијама. Након пада режима у Тунису и Египту, на демократским изборима су победили исламисти, а у Либији је дошло до оружане побуне против вишедеценијског владара те земље Муамера ел Гадафија који је у августу свргнут са власти, а у октобру 2011. године сурово ликвидиран, а његово убиство су поздравили многе западне вође.

### Рат у Сирији и успон Исламске државе
На таласу Арапског пролећа, до немира је дошло и у Сирији која је уз Либију била последња социјалистичка земља у арапском свету и са последњим ауторитарним лидером Башаром ел Асадом. Након смрти свог оца који је умро 2000. године, Башар ел Асад је наследио власт. До отворене побуне је дошло у марту 2011. године, када су на улице изашли противници власти уз насилне протесте на које је власт одговорила силом. После вишемесечне побуне, дошло је до милитаризације Асадових противника, што је довело до крвавог грађанског рата у који су умешане и супротстављене највеће светске силе. У рат ван своје територије се после краја хладног рата први пут умешала Русија која је подржала Асадов режим, а потом јој се придружила и Кина. Рат у Сирији се водио у почетку против сиријске владе (коју су подржале Русија и Кина) и сиријске опозиције које су подржале западне силе (САД, Уједињено Краљевство, Француска и Немачка) и неке сунитске заливске земље (Турска, Саудијска Арабија, Катар, Уједињени Арапски Емирати). Од 2012. године у рат су ушли и Курди, а од 2013. године главног Асадовог противника преузима Исламска држава у Ираку и Леванту (ИДИЛ), а велики део опозиционих снага прелази на страну терористичке организације Ал Нусра, која је главна испостава Ал Каиде. У јуну 2014. године, Исламска држава је покренула велику офанзиву у Ираку где је заузела трећину територије државе и други по величини град Мосул, а потом 70% територије Сирије где је заузела готово читаву пустињску област и прогласила град Раку својим административним центром. Приликом заузимања великих територија на чело Исламске државе је дошао Ебу Бекр ел Багдади. Припадници Исламске државе су током лета 2014. године вршили масовна убиства политичких противника и заробљених страних новинара одсецањем глава. Успон и масовна убиства Исламске државе су изазвале војну умешаност САД и западних савезника (Канада, Аустралија, Нови Зеланд, Уједињено Краљевство, Француска, касније Немачка и Холандија) у јуну у Ираку, а у Сирији у септембру 2014. године. Годину дана касније, ваздушним ударима у Сирији се прикључила и Русија уништавајући војну и економску инфраструктуру Исламске државе и Ал Нусра фронта. Након уласка Русије у рат у Сирији, Исламска држава је почела да постепено губи освојене територије у Сирији, али су на њен рачун највише заузели Курди после победе у бици за Кобани (место на сиријско-турској граници) уз подршку америчких ваздушних удара. Руске снаге су углавном биле усмерене у северозападној Сирији бомбардујући у околини Хомса и Алепа припаднике Ал Нусра фронта и Сиријске слободне армије који су у септембру 2015. године угрозили руске војне базе у лукама Латакији и Тартусу. У фебруару 2016. године, сиријска војска је уз помоћ руских ваздушних удара покренула велику офанзиву опколивши највећи сиријски град Алепо, што је изазвало осуду савезника сиријске опозиције, нарочито Турске и Саудијске Арабије које су се припремале за копнену интервенцију. Офанзиву сиријске армије су искористили Курди који су пресекли доток оружја сиријској опозицији и Ал Нусру фронту које подржава Турска. Турска је почела да гранатира Курдске положаје у северозападној Сирији и покренула војну операцију на југоистоку своје територије против Курдских побуњеника. Ратна дејства у Сирији, као и успон Исламске државе, довели су до масовних селидби исламског становништва према западу, а нарочито према западној Европи.

### Европска мигрантска криза
Ратови у Авганистану, Ираку, Либији, Сирији, Сомалији и другим муслиманским земљама, као и успон Исламске државе, довели су до највеће мигрантске кризе широм света, нарочито у Европи током лета и јесени 2015. године. Међу многим мигрантима стигло је неколико хиљада терориста из редова Исламске државе и других терористичких организација. Већина терориста су у Европу стигли балканском рутом преко Турске, Грчке, Македоније, Србије, Мађарске, Хрватске и Словеније у западну и средњу Европу. У септембру и октобру 2015. године, Мађарска је затворила државну границу са Србијом и Хрватском, па се главнина избегличког таласа преусмерила преко Хрватске. Потези мађарске владе су довели до краткотрајног српско-хрватског и хрватско-словеначког царинског и економског рата, али је интервенција Европске уније и Немачке смирила тензије међу балканским суседима и пролазак избеглица и миграната се наставио не сметано. У јануару 2016. године, многе земље ЕУ су се супротставиле мигрантској политици немачке канцеларке Ангеле Меркел, која је толерантна према избеглицама и допушта им слободан долазак у Немачку и ЕУ. Многе су самоиницијативно покушале да укину Шенген и спрече даљи прилив избеглица, а највише су се истицале Мађарска, Пољска, Словачка, Чешка и Финска, а Велика британија је расписала за 23. јун референдум о опстанку у ЕУ. Потези појединих чланица ЕУ довели су до хуманитарне кризе у Грчкој јер су балканске државе затвориле границу за прилив миграната. Балканска рута је званично затворена 8. марта 2016. године договором ЕУ и Турске о контроли и прекиду масовног прилива избеглица и миграната.

## Напади у Западној и Средњој Европи

### Напади у Белгији
Први озбиљан напад у Европи догодио се у главном граду Белгије Бриселу када је нападач са калашњиковом убио је четири особе у јеврејском музеју у Бриселу 24. маја 2014. године. За убиство је оптужен бивши француски борац повезан са Исламском државом у Сирији. Други терористички напад у Белгији догодио се 6. августа 2016. године по подне у месту Шарлроа, када је радикални исламиста, уз повике "Алаху акбар" мачетом напао две полицајке на дужности. Једна припадница полицијске службе је том приликом задобила дубоке повреде по лицу и одмах је пребачена у болницу, док је друга лакше рањена. Истовремено, реаговао је колега нападнутих полицајки, који се нашао у близини, припуцао и тешко ранио нападача, који је касније подлегао повредама у болници. Дана 22. марта 2016. године у белгијској престоници Бриселу, дошло је до синхронизованих напада на аеродром и метро у ком је погинуло 34 људи и око 200 повређено. Нападе су извели бомбаши самоубице из редова Исламске државе. Експлозије су изазвали и подметнути кофери пуни експлозива. Потом је уследило ванредно стање широм Белгије, а осуде су стигле из свих држава. Потом су уследиле експлозије у близини Европског парламента, али је за те експлозије преузела одговорност белгијска полиција која је на тај начин вршила проверу безбедности. Напади су уследили само четири дана након што је у Бриселу ухапшен главни осумњичени за новембарске нападе у Паризу Салех Абдеслам. У полицијској операцији 25. марта у бриселском кварту Схарбек рањена је и ухапшена особа која је код себе имала експлозивне супстанце. Током полицијске акције, чуле су се две експлозије, а сведоци су навели да је било пуцњева из ватреног оружја. Дана 6. августа, терористички напад у Белгији догодио се по подне у месту Шарлроа, када је радикални исламиста, уз повике "Алаху акбар" мачетом напао две полицајке на дужности. Напад се догодио око 16 сати, у сигурносној зони око полицијске станице, у коју је агресор успео да се увуче. Сведоци кажу да су у то време чули неколико хитаца око полицијске станице, док су власти послале поруку грађанима да остану у својим кућама и затворе врата и прозоре.

### Напади у Француској
Први велики оружани напад Исламске државе у Европи догодио се у Француској 7. јануара 2015. године нападом браће Куаши на редакцију листа Шарли Ебдо, око 11:30 часова по средњоевропском времену, када су наоружани калашњиковима, сачмарицом и ракетним минобацачем упали у седиште француског сатиричног листа Шарли Ебдо у Паризу.
 Они су усмртили 12 људи, укључујући десеторо запослених и два полицајца, а ранили 11 других особа. Повод за напад на овај лист јесте карикатура пророка Мухамеда у којој му се исмевају. То је довело до претњи исламских екстремиста овом магазину који је једно време био под заштитом полиције. Мањи напади су настављени и два дана касније.
Други напад ИСИЛ-а на Француску догодио се 26. јуна 2015. године нападом на фабрику гаса у Сен Квентин Фалавијеу, недалеко од Гренобла, града на истоку Француске. У том нападу један човек је пронађен обезглављен, док је десетак запослених рањено. Француски председник Франсоа Оланд изјавио је да је један од нападача идентификован и ухапшен, док се за другим интензивно трага.
Трећи напад у Француској се догодио 13. и 14. новембра 2015. године, када је у координисаним нападима на шест места у центру Париза, 132 људи смртно страдало од којих је погинуло око 80 особа на рок концерту, а остале особе на другим локацијама у Паризу. Око 350 особа је повређено, од којих 80 критично. Отприлике истовремено изведени су напади на шест локација у Паризу. Атентатори су отворили ватру на ресторан Le Petit Cambodge у центру Париза, бар Le Carillon и ресторан  La Belle Equipe. Неколико експлозија одјекнуло је код националне арене Стад де Франс, а на посетиоце концерта у концертној дворани Le Bataclan, је отворена ватра. Дан после напада, француски председник Франсоа Оланд оптужио је Исламску државу да је организовала напад, што се и потврдило када је терористичка организација преузела на себе одговорност. Сматра се да је Француска преживела највећи напад после Другог светског рата.
Дана 7. јануара 2016. године, на годишњицу напада на „Шарли ебдо“ избеглица из Туниса Тарке Белрацем, наоружан месарским ножем, са имитацијом експлозивне направе на телу, напао је стражара полицијске станице у париском округу Гут д'Ор. Мушкарац је убијен пре него што је успео да рани полицајце. У џепу одеће Белрацема пронађена је порука са изјавом да је се он заклео ИСИЛ-у.
Дана 13. јуна 2016, држављанин Француске мароканског порекла Лароси Абала напао је ножем полицајца у близини његове куће у предграђу Париза Манјавилу, а затим се забарикадирао у собу и заклао његову супругу. Абала је почео директан пренос на Фејсбуку, у којем је признао двоструко убиство и изјавио да је веран ДАЕШ-у, а након тога је запретио да ће „Европско фудбалско првенство 2016“ претворити у „гробље“. Након неколико преговарачких покушаја (Абала је држао као таоца трогодишњег сина полицајца који је остао неповређен), терориста је упуцан током упада у кућу. Полиција тврди да је Абала поступио по налогу вође ИСИЛ-а Ебу Бекра ел Багдадија.
Дана 14. јула 2016. године десио се напад на гомилу људи који су прослављали Дан пада Бастиље у Ници, Француска. Камион је намерно улетео у маси људи на Енглеској променади праћен масовном пуцњавом која је усмртила 84 човека. Пуцњава је у први мах погрешно сматрана за ватромет. Возач је возио великом брзином преко 100 метра пре него што је ударио у масу посматрача. На крају је убијен од стране полиције.
Исламски екстремиста је 20. априла 2017. године, убио једног полицајца, а другог ранио у пуцњави у центру Париза, на Јелисејским пољима. Осим двојице жртава, пошто је страдао и нападач, три особе су повређене. Исламска држава је преузела одговорност.

### Напади у Великој Британији
Нападач са мачетом 5. децембра 2015. године, повредио је троје људи на станици метроа у Лондону, узвикујући "Ово је за Сирију", пре него што га је полиција савладала. Напад је изазвао општу панику на станици, људи су престрављени бежали са децом, наводе очевици.
Дана 22. марта 2017. године, један човек је извео смртоносни напад у самом седишту британске власти у среду у центру Лондона, тако што је најпре аутомобилом газио пешаке на Вестминстерском мосту преко реке Темзе, а потом је, витлајући ножем, утрчао у двориште Парламента и убио једног полицајца. Рачунајући нападача, укупно је петоро мртвих, а 40 људи је повређено у нападу. Шеф антитерористичке службе лондонске Полиције Марк Роули рекао је да полиција сматра да је нападач био само један, али да је "прерано" да се то већ сада закључи. Роули је рекао да се сумња у исламски екстремизам као узрок напада, додавши да власти знају идентитет нападача, али га још неће објавити.
Дана 22. маја, најмање 22 особе су страдале, а 59 је повређено након концерта Аријане Гранде у Манчестеру. Међу жртвама је било и деце. Очевици кажу да су одјекнуле две детонације код арене у којој је одржан концерт, као и да се чуло "нешто налик на пуцње". Хитне службе и полиција изашли на место догађаја. Полиција инцидент третира као терористички напад док не добије јасне информације. Сумња се на бомбаша-самоубицу. Две највеће политичке партије суспендовале предизборне активности.
Дана 3. јуна, најмање седам особа је убијено а 48 је рањено у терористичком нападу у централном Лондону. Најпре је комби улетео међу пешаке на Лондонском мосту, а затим су се нападачи из возила упутили на оближњу пијацу и наоружани ножевима напали пролазнике, наводи Би-Би-Си. Полиција убила троје нападача. Трећи инцидент у Воксхолу не карактерише се као тероризам. Због напада британски политичари обуставили су националну кампању за превремене парламентарне изборе 8. јуна, објавио је на Твитеру уредник политичке рубрике ИТВ Роберт Пестон.

### Напади у Немачкој
Дана 18. јула 2016. године, у нападу младог мигранта авганистанског порекла на путнички воз у Немачкој, ножем и секиром тешко је рањено троје путника, а нападача је убила полиција. Исламска држава је преузела одговорност за овај напад. Напад се догодио синоћ око девет часова по средњоевропском времену, у путничком возу који је саобраћао од Тројхлингена до Вирцбурга у јужној немачкој покрајини Баварској.
Дана 22. јула 2016. године, у пуцњави у тржном центру „Олимпија” у Минхену је убијено најмање 15 жртава, јављају поједини немачки медији, али званичне потврде ове информације нема. Мушкарац који је отворио ватру, кренуо је ка железничкој станици Минхену. Нападач који је извео напад је 18-годишњи Немац пореклом из Ирана и убио је 10 људи, а 21 ранио. Потом је извршио самоубиство. Дана 24. јула, Двадесетједногодишњи азилант из Сирије убио је једну жену мачетом, а две особе је ранио у немачком месту Ројтлинген. Медији јављају да су нападач и убијена жена били блиски и радили у истом бару, па се спекулише да је можда у питању био злочин из страсти. Нападач ухапшен. Дана 25. јула, Мигрант из Сирије активирао је бомбу у свом ранцу недалеко од места одржавања музичког фестивала у Ансбаху у Баварској. Он је погинуо, а рањено је дванаесторо људи, док је троје у критичном стању. Према наводима немачке полиције, њему није био омогућен улазак на тај музички фестивал. Евакуисано је 2.500 људи, а фестивал је прекинут.
Дана 19. децембра, најмање 12 особа је погинуло, а више од 48 је повређено када је камион улетео у штандове на божићном вашару у Берлину. Полиција је ухапсила осумњиченог за напад. Камион је са улице скренуо у штандове близу авеније Курфирстендам, у западном делу града, а још нема информација зашто се то десило. Полиција је на Твитеру поручила грађанима да остану код куће. Возач је, после напада, побегао са места злочина. Портпарол полиције је рекао да се претпоставља да је ухапшена особа на основу описа добијеног од сведока, управљала камионом, а полицајци су је привели стотинак метара од божићног вашара. Осумњичени се тренутно саслушава како би се истражио читав случај, а портпарол полиције у почетку није могао да каже које је националности. Сувозач је пронађен мртав у камиону, и он је, према портпаролу полиције, умро услед последица удара. Немачка канцеларка Ангела Меркел информисана је о несрећи, а чланови немачке владе саопштили су да су потресени "стравичним вестима" из Берлина и избегавају да говоре о терористичком нападу док не буду објављени резултати истраге. Министар унутрашњих послова Томас де Мезијер рекао је да је информисан непосредно после "стравичног догађаја" и упутио је саучешће породицама жртава. Истакао је да власти Берлина могу да рачунају на подршку савезне полиције. Многобројни сведоци на божићном вашару у Берлину, у познатом делу Шарлотенбург, тврде да је камион прошао кроз део града где је веома тешко проћи моторним возилом. Наводе да је камион, без кочења, ушао у део града који је одвојен од две прометне улице, што указује на напад, и да је неколико десетина метара возио кроз масу људи на вашару. Многе овај догађај подсећа на терористички напад који се догодио у Ници 14. јула, али су немачка полиција и медији уздржани да трагични догађај назову терористичким нападом.

### Напади у Швајцарској
Дана 19. децембра, непознати мушкарац, упао је у џамију и отворио ватру на људе у тренутку молитве. Полиција је саопштила да су три мушкарца старости 30, 35 и 56 година задобила тешке повреде. Осумњичени, мушкарац стар око 30 година, побегао је из џамије и од тада је у бекству. Полиција је саопштила да је у близини пронашла тело, али није хтела да каже да ли је то повезано са пуцњавом или не. Полиција је саопштила да је прикупила доказе унутар објекта и да не може да коментарише мотиве нападача нити саме околности, али наводи да је осумњичени носио тамну одећу и тамну вунену капу.

## Напади на Балкану
Дана 1. јула 2014. године, објављен је ИСИЛ-ов "петогодишњи план" заједно са картом на којој су обележене државе које ова терористичка група планира да освоји. Према мапи, на удару су Шпанија, државе Балканског полуострва, укључујући и Хрватску, БиХ и Србију, Блиски исток, Северну Африку и велике делове Азије. Терористи Исламске државе пореклом из БиХ и са Косова позвали су 5. јуна 2015. године муслимане са подручја Балкана на "џихад" и "хиџру" (исељавање ради вере), а они који не могу нека се боре у Босни, Србији и другим балканским државама. У језивој видео-поруци под називом "Ми смо исламски хилафет - касида", која је објављена 10. јула 2015. године, исламски терористи означили су Србију као почетну мету, односно центар Балкана који прво треба да освоје, након чега следе остале земље, међу којима је и БиХ. У свом видео-запису екстремисти, после освајања Србије, планирају покоравање Хрватске, Црне Горе, БиХ, Албаније, Македоније и Косова и тако исламску власт прошире на цели Балкан.

### Напади у БиХ
У Босни и Херцеговини је од краја рата било више терористичких напада под заставом вехабистичког покрета и разних џихадистичких и муџахединских организација које су се борили против војске Републике Српске. Најпознатији напад је Напад на амбасаду САД у Сарајеву, када је наоружани вехабија Мевлид Јашаревић 28. октобра 2011. године пуцао из аутоматске пушке Калашњиков на људе из обезбјеђења и зграду амбасаде.
Дана 27. априла 2015. године, припадник радикалног вехабијског покрета из Тузле Нердин Ибрић је у терористичком нападу на полицијску станицу у Зворнику, са покличем „Алаху акбар“, убио полицајца Драгана Ђурића, а ранио његове колеге Стеву Миловановића и Жељка Гајића. Нападач је потом убијен у размени ватре са полицијским и безбедносним снагама у РС.
Дана 18. новембра су у сарајевском у насељу Рајловац у терористичком нападу убијена два припадника оружаних снага Босне и Херцеговине. У једној кладионици убијени су припадници Бригаде Тактичке подршке батаљона Војне полиције Армин Салкић из Витеза и Недељко Радић из Невесиња, а један припадник је рањен.
Најпознатије место у ком се налази база Исламске државе је Горња Маоча. У том месту се врши регрутација бројних исламских терориста који одлазе на ратишта у муслиманским земљама и који се после повратка са ратишта регрутују за терористичке нападе широм света.

### Напади на Косову и Метохији
Графити са претњом „калифат долази“ и потписима ОВК, Албанске националне армије и Исламске државе осванули су 12. октобра 2014. године на имању манастира Високи Дечани. Тамошњи Срби као и братство манастира узнемирени су због ових натписа јер је у последње време више од 200 младих Албанаца са КиМ отишло у џихад у Ирак и Сирију, а страхује се да би мрежа џихадиста могла да организује терористичке нападе и на самом Косову и Метохији. Монаси су, чим су приметили графите, обавестили Косовску полицију и Кфор, који су одмах покренули истрагу. Док је игуман манастира Високи Дечани током увиђаја разговарао са локалним командантом Кфора, пуковником Минелијем и шефом дечанске косовске полиције испред екстремистичких графита, група младих Албанаца је са оближњег пута, удаљеног стотинак метара, почела да скандира „УЧК“. Полиција је привела тројицу младића због провокативног понашања. Албанија као чланица УН је поднела средином септембра 2015. године захтев за пријем Косова у Унеско. Министар иностраних послова Србије Ивица Дачић изјавио је 4. октобра 2015. године да би пријем самопроглашеног Косова у Унеско био апсурдна одлука, као и кад би неко предложио да Исламска држава постане чланица те организације УН. Премијер Србије Александар Вучић упутио је 11. октобра писмо свим чланицама Унеска, у којем је изразио забринутост због захтева за пријем Косова у чланство у ту организацију наводећи да је неутемељен са становишта међународног права.
Дана 2. марта 2016. године, тројица припадника Исламске државе ухапшена су на Косову и Метохији због сумње да су планирали терористичке нападе у Србији. Косовска полиција задржала је у притвору Ф. Б, И. Ф и С. Л. због успостављања ћелија Исламске државе на Косову и Метохији и поднела кривичне пријаве против тројице повратника из Сирије због повезаности са Исламском државом. Њих тројица живели су у Приштини, Урошевцу и Гњиланама. Ф. Б, који је боравио у Сирији од фебруара до децембра 2015. године, имао је највише искуства у ратовању. Он је био први у практичној и теоретској обуци, а онда му је дато оружје и послат је на линију фронта. Касније је унапређен у вођу борбене јединице, која је имала 11 чланова махом са Косова и Метохије.
Антитерористичка полиција самопроглашене републике Косово ухапсила је 4. новембра седморицу мушкараца у три различита града на Косову, након чега су стављени у 30-дневни притвор док траје истрага првостепеног суда у Приштини. Седморица осумњичених су имали контакте у суседним државама, као што су Македонија и Албанија, док су други осумњичени из исте групе и даље на слободи, а дана 7. новембра, Антитерористичка јединица косовске полиције извела је операције на три различите локације у Качанику, Витини и Митровици и том приликом лишила слободе две особе. Приведени су Л.Г. и А.М. због сумње да су "деловали против безбедности и уставног поретка Косова", а по налогу тужиоца њима је одређен притвор до 48 сати. Косовски јавни тужилац изјавио је да су седморица осумњичених припадника Исламске државе (ИС), који су приведени на Косову прошле недеље, планирали нападе на Балкану и добијали инструкције од екстремиста у Сирији. Полиција на Косову ухапсила је 17. новембра 19 припадника Исламске државе који су планирали неколико одвојених терористичких напада на Косову и Албанији. Код терориста је пронађено много експлозива који се зове “сатанина мајка“.

### Напади у Македонији
У Македонији је после рата из 2001. године дошло до повећаних џихадистичких деловања међу Албанском популацијом. После мањих сукоба 2007. године дошло је до повећаних тензија и међуетничких сукоба 2012. године и већих џихадистичких акција међу којима је злочин код Железарских језера код насеља Смиљковци, у близини обилазнице око Скопља где су 12. априла 2012. године убијена петорица Македонаца. Македонска полиција је 1. маја извела акцију кодног имена „Монструм“ током које је приведено 20 радикалних исламиста осумњичених за убиство петорице Македонаца. Полиција сумњичи три лица да су директни извршиоци убиства. Од ове тројице, само је један ухапшен док су остала двојица у бекству У акцији је учествовало око 800 полицајаца. Један број ухапшених се сумњичи за тероризам, а неки од њих су учествовали у борбама против НАТО-а у Авганистану и Пакистану.
Током 2014. године, дошло је до нових међуетничких тензија између Македонаца и Албанаца након што је група Албанских интелектуалаца у центру Скопља прогласила самозвану Републику Илириду. У октобру и новембру уследили су оружани напади на владине институције, а самозвана гарда Републике Илириде је почела да патролира територијама насељеним албанском популацијом.
Почетком 2015. године је дошло унутрашњих политичких тензија између македонске владе и опозиције што су искористили албански терористи са Косова и Метохије и извели а у 4 сата извршили оружани напад на караулу Гошинце, када је група око 40 нападача у униформама некадашње Ослободилачке националне армије и Ослободилачке војске Косова напала и заузела станицу (караулу) Македонске граничне полиције на граници са Косовом и Метохијом. Граничари су заробљени, а потом убрзо ослобођени. До већег оружаног сукоба је дошло у Куманову у коме се 9. и 10. маја 2015. године сукобила Македонска полиција са више од 40 наоружаних и униформисаних припадника непознате организације који су се крили у појединим кућама у Кумановском Дивљем насељу насељеном Албанцима. Осморица полицајца из специјалне јединице Тигар је погинуло, а 37 је задобило повреде након што је у такозваном Дивљем насељу у Куманову у суботу 9. маја рано ујутру у 04:40. Погинуло је 10 терориста, а последњих 27 терориста се предало полицији машући белим чаршавима. У кумановском насељу Дива су исписани графити са обележјима Исламске државе. Дана 11. јула је у центру Куманова експлодирала бомба, али није било повређених. Дана 6. августа, македонска полиција је спровела велику антитерористичку операцију у којој су претресени Тутунсез џамије у Скопљу, интернет кафе "Фаст нет" и просторије две невладине организације. Осим у Скопљу, полиција је извршила претрес објеката у Гостивару, Струги, Тетову и Куманову. Према изворима македонског МУП-а, двадесетак осумњичених се највероватније налази на бојиштима у Сирији. Према информацијама МУП-а Македоније око 130 македонских грађана је до сада или се и даље налази на фронтовима у Сирији и Ираку. Македонија је донела антитерористички закон којим се кажњава учешће македонских држављана у страним ратовима, пошто је десетак лица из Македоније изгубило живот на фронтовима у Сирији и Ираку.

### Напади у Турској
Најактивнија суседна држава која је противница сиријског председника Башара Ел Асада је Турска. Од самог почетка сукоба у Сирији, Турски премијер, потом и председник Реџеп Тајип Ердоган оружано и материјално подржава сиријску опозицију, а касније Ал Нусра фронт и друге терористичке организације које воде оружане борбе против легалне сиријске владе. У лето и јесен 2012. године је дошло до пограничног сукоба између турске и сиријске војске у ком је оборен турски авион Ф15, а потом страдало неколико цивила. Током 2013. године долази до поделе у сиријској опозицији и велика количина оружја из Турске пада у руке Исламској држави која потом долази у сукоб са турском армијом у пограничним областима. Познато је да је Исламска држава преко црног тржишта трговала са нафтом преко турске територије, што турска влада негира. Током 2015. године, сукоб из Сирије се постепено преливао у Турску, поготово између Турске армије и Курда, али и између турске војске и припадника Исламске државе. У јулу су изведена два бомбашка напада у Турској за које је преузела одговорност Исламска држава. Турска влада је то искористила као повод за оружани обрачун са исламистима, али је главнина њихових операција била усмерена у борбе са Курдима. Након уласка Русије у сиријски рат, Турска улази у конфронтацију са Русијом и многим западним земљама због њене тајне сарадње са Исламском државом. Турска је 24. новембра оборила руски борбени авион Су-24 што је разгневило Русију која је Турској увела економске санкције. Турска савезница у сиријском рату Саудијска Арабија је након офанзиве сиријске армије на северозападу земље у провинцији Алепо, упутила борбене јединице у Турску са којом је почела преговоре о могућој копненој интервенцији против Исламске државе, али је Русија ту идеју сматрала као изговор за копнени обрачун две државе са сиријском војском и запретила да ће бомбардовати турске и саудијске положаје. Офанзиву сиријске војске на положаје сиријске опозиције и Ал Нусра фронта су искористили Курди који су им на северу земље пресекли коридор и одсекли их од главнине снага код града Алепа. То је изазвало нови велики избеглички талас према Турској која је морала да прими велики број избеглица. Турска је уместо копнене интервенције изводила гранатирање курдских положаја на сиријској територији. Због курдског питања, Турска је угрозила своје односе са својим савезником Сједињеним Америчким Државама које јој нису дале подршку за копнену интервенцију против Курда у Сирији. Упркос великом сукобу са највећим противницима Исламске државе, Курдима, Турска се нашла на удару џихадистичке организације са честим нападима почетком 2016. године. Дана 12. јануара су извршени терористички напади у центру Истанбула у којим је убијено 13 људи, а 14 повређено. Други напад у Истанбулу је изведен 19. марта у којима је погинуло четворо људи и бомбаш самоубица. Одговорност је преузела Исламска држава. Међутим, напади Исламске државе су усмерени и на Курде када су 10. октобра 2015. године изведени напади у Анкари у којима је током марша мира погинуло 109 цивила и преко 400 повређено. Дана 28. јуна, двојица бомбаша-самоубица активирала су две експлозивне направе на међународном аеродрому Кемал Ататурк у Истанбулу. У нападу је погинуло 36 људи, а рањено око 150. Дана 20. августа, јака експлозија одјекнула је свадбеном двораном у четврти Акдере у Газијантепу, на југоистоку Турске, када је бомбаш самоубица активирао експлозив, убио 50 и ранио 90 људи. Иако за сада нико није преузео одговорност, турски председник Реџеп Тајип Ердоган рекао је да је за бомбашки напад на свадби одговорна Исламска држава. Два месеца пре напада у пограничном граду Газијантепу, председник Турске Реџеп Ердоган се извинио председнику Русије Владимиру Путину за обарање руског бомбардера Су-24 на небу изнад Сирије седам месеци раније. Након Ердогановог извињења Русији, дана 15. јула део турске војске је покушао државни удар против легалне турске владе, што је довело до погоршања односа са западом. Након покушаја државног удара турска влада је почела отворено окретање Русији, а у договору са руском владом 24. августа је покренула војну интервенцију против Исламске државе на северу Сирије и ушле у сиријски погранични град Џараблус. Војна операција под називом "Штит Еуфрата" је потом усмерена широм северне Сирије против Исламске државе и Сиријских демократских снага које већину чине Курди, а које Турска сматра терористичком организацијом повезаном Радничком партијом Курдистана. Турска армија у координацији са Слободном сиријском армијом напада положаје противника. Дана 1. јануара 2017. године у оружаном нападу на ноћни клуб у Истанбулу током дочека Нове године убијено је 39 особа, међу којима је 16 странаца. Рањено је 69 људи. Напад извела особа одевена у костим Деда Мраза. Одговорност за нападе је преузела Исламска држава. Дана 23. фебруара, Турска воска и Слободна Сиријска Армија су ослободиле и истерале припаднике ИСИЛ-а из њиховог највећег утврђења на Северу Сирије града Ал-Баба. Битка за тај град је трајала 104 дана и однела је око 2.000 живота укључујући и 450 цивила.

## Напади у Русији
Након рата у Чеченији, Русија се нашла на удару припадника Исламске државе који потичу са северног Кавказа. Велики део џихадиста се бори на ратиштима у Сирији, Ираку, Либији и другим деловима света. Терористички напади у Волгограду 2013. године и деловање џихадиста са Кавказа на страним ратиштима, били су повод да Русија уђе у сукоб у Сирији. Од 2014. године, већина џихадиста са Кавказа је прешло на страну Исламске државе. Руски путнички авион са 220 путника срушио се у Египту изнад Синаја. Египатски истражитељи су утврдили да је авион срушен бомбом, а одговорност је преузела Исламска држава. Дана 30. децембра 2015. године, непознати наоружани нападачи отворили су ватру по групи туриста који су обилазили чувену историјску тврђаву Нарин-Кала у Дербенту, граду на северном Кавказу. Рањено је 11 туриста, који су одмах одвезени у болницу, али један је преминуо од задобијених рана. Дана 15. фебруара 2016. године, две особе су погинуле, а 19 је повређено у експлозији аутомобила бомбе на југу Русије у Дагестану. Према првим подацима, бомбаш самоубица се разнео у аутомобилу марке "Лада". Очевици кажу да је експлозија била толико јака да је разнела још најмање четири возила која су била паркирана у близини. Полицијски пункт који се налази на 15 km од Дербента одлетео је у ваздух када је експлодирао један аутомобил. Исламска држава преузела одговорност за напад. Дана 17. августа, два полицајца су рањена, од којих један теже, у оружаном нападу на станицу полиције на ауто-путу у близини Москве. Информативна агенција која прати активност Исламске државе објавила је данас да је та организација преузела одговорност за напад на двојицу полицајаца у полицијској станици у Подмосковљу. Дана 3. априла 2017. године, петнаест особа је погинуло а 49 је повређено у експлозији у метроу у Санкт Петербургу, показују последњи званични подаци. Представник тужилаштва рекао да је у питању терористички напад. Пронађена још једна бомба на другој станици метроа у граду. Расписана потерница за две особе, а ниво безбедности је подигнут у целој земљи. Владимир Путин је од тада у контакту са службама безбедности.